# Maximiliana
Maximiliana é um género botânico pertencente à família Arecaceae.
1. ↑  «Maximiliana». www.worldfloraonline.org. Consultado em 4 de julho de 2022